# Hervé Delamarre
Hervé Delamarre (Bernay, 16 de noviembre de 1967) es un deportista francés que compitió en piragüismo en la modalidad de eslalon.
Ganó dos medallas de plata en el Campeonato Mundial de Piragüismo en Eslalon, en los años 1991 y 1993. Participó en los Juegos Olímpicos de Atlanta 1996, ocupando el quinto lugar en la prueba de C1.

## Palmarés internacional
| Campeonato Mundial | Campeonato Mundial | Campeonato Mundial | Campeonato Mundial |
| Año                | Lugar              | Medalla            | Competición        |
| ------------------ | ------------------ | ------------------ | ------------------ |
| 1991               | Tacen (Yugoslavia) | Medalla de plata   | C1 por equipos     |
| 1993               | Mezzana (Italia)   | Medalla de plata   | C1 individual      |